# Международный аэропорт имени Аугусто Сандино
Международный аэропорт имени Аугусто Сесара Сандино (исп. Aeropuerto Internacional Augusto César Sandino) (ИАТА: MGA, ИКАО: MNMG) — крупнейший аэропорт Никарагуа, который находится на окраине города Манагуа.

## История

### 1942 - 1979
22 января 1942 года правительство Никарагуа подписало контракт с авиакомпанией Pan American Airways (США) на строительство аэропорта под названием Las Mercedes. После окончания строительства помимо единственной никарагуанской авиакомпании LANICA аэропорт использовали иностранные авиакомпании, также он являлся местом базирования военно-воздушных сил страны.
В 1960-е годы он был реконструирован и расширен, чтобы обеспечить возможность приёма реактивных авиалайнеров Boeing-707. После завершения реконструкции он был официально открыт 4 июля 1968 года. 
В начале 1970-х Las Mercedes был расширен до более современных стандартов, включая размещение и потребности санитарных инспекторов, восьми сотрудников иммиграционной службы и десяти таможенных инспекторов.
Аэропорт был полностью оборудован системой кондиционирования, фоновой музыкой, громкоговорителями и конвейерными лентами для багажа.. После расширения аэропорт смог принимать три самолёта одновременно.
В результате землетрясения 23 декабря 1972 года аэропорт получил повреждения (здание терминала было повреждено, часть оборудования вышла из строя, разбились оконные стёкла), но в дальнейшем был восстановлен.
18 июля 1979 года транспортный самолёт C-130 ВВС Великобритании, приземлившийся в аэропорту Лас Мерседес, чтобы доставить груз Международного Красного Креста, был захвачен подразделением Национальной гвардии Никарагуа, под угрозой огнестрельного оружия заставившим экипаж взлететь и вывезти их за пределы страны.

### 1979–1990
После победы Сандинистской революции аэропорт был переименован в честь революционера 1920-х–1930-х годов, национального героя, генерала Сандино, в честь которого и назван сам Сандинистский фронт национального освобождения. В это время столичный аэропорт являлся единственным аэропортом страны, имевшим твёрдое покрытие.
В распоряжении СФНО оказалась техника и вооружение прекратившей существование Национальной гвардии (в том числе, техника, имущество и позиции ПВО подразделения Национальной гвардии, оборудованные в столичном аэропорту). Сразу же после завершения обучения расчётов ПВО в сентябре-октябре 1979 года две из четырёх имевшихся в стране зенитных батарей были размещены возле столичного аэропорта для охраны объекта от авианалёта. Однако в дальнейшем, в условиях установленной США блокады Никарагуа и начавшейся войны с «контрас» положение осложнилось.
20 февраля 1982 года в международном аэропорту им. Сандино сработало взрывное устройство, заложенное «контрас» в один из чемоданов багажа пассажиров самолёта гондурасской авиакомпании, совершавшего рейс по маршруту «Новый Орлеан (США) — Тегусигальпа (Гондурас) — Манагуа». В результате взрыва погибли три и были ранены ещё четыре рабочих аэропорта (позднее один из раненых умер от полученных при взрыве ранений, что увеличило количество погибших до четырёх человек).
8 сентября 1983 года в ходе авианалёта на Манагуа авиация «контрас» (два самолёта типа «Сессна-402» без опознавательных знаков, вылетевшие с территории Коста-Рики) сбросила бомбы на международный аэропорт имени Сандино и резиденцию МИД Никарагуа. Одну «Сессну-402», которая сбросила две 250-килограммовые бомбы на аэропорт, сбили огнём с земли, оба пилота погибли. Здание аэропорта сильно пострадало, погиб один служащий таможни и ещё четыре человека были ранены.

### После 1990 года
25 февраля 1990 года президентом страны стала Виолета Барриос де Чаморро, при поддержке США начавшая политику неолиберальных реформ, в результате которых в Никарагуа начался экономический кризис (несмотря на отмену правительством США санкций против Никарагуа, введённых в 1979–1989 годы). В начале 1990-х годов внутренние авиарейсы были прекращены. 17 января 1992 года работники никарагуанской авиакомпании Aeronica заблокировали взлёт рейса из Манагуа в Майами в знак протеста против намерения правительства Чаморро приватизировать аэропорт.
7 августа 1994 года в аэропорту приземлился самолёт Boeing 737 панамской авиакомпании Compañía Panameña de Aviación, захваченный после вылета из Гватемалы (гражданин Сальвадора объявил о том, что у него под одеждой находится взрывное устройство и потребовал лететь в Мексику), после приземления нарушитель был арестован никарагуанскими военнослужащими. В дальнейшем, самолёт осмотрели, но ни у угонщика, ни в самолёте взрывчатки и иного оружия не оказалось.
В 1996 году аэропорт был расширен и реконструирован, здесь были построены два телескопических трапа.
В 2001 году аэропорт был переименован в Международный аэропорт Манагуа, но в 2007 году ему вернули прежнее название — Международный аэропорт имени Аугусто Сесар Сандино.
Аэропорт долгое время был хабом национальной авиакомпании Никарагуа NICA. Когда NICA стала членом Grupo TACA в середине 1990-х годов, увеличилось количество важных рейсов из остальной Латинской Америки.

## Современное состояние
Аэропорт обслуживает 1,1 млн пассажиров в год, что делает его одним из самых загруженных аэропортов Центральной Америки. Аэропорт также является одним из пунктов направления панамской авиакомпании Copa Airlines.